# Ásgeir Ásgeirsson
Ásgeir Ásgeirsson (født 13. maj 1894, død 15. september 1972) var Islands anden præsident fra 1952 til 1968. Under kongeriget Island var han statsminister fra 1932 til 1934. Han var medlem af partiet Framsóknarflokkurinn, men gik siden over til Islands Socialdemokratiske Parti.